# 国語
国語（こくご）あるいは国家語（こっかご）（英: national language、仏: langue nationale）は、その国家を代表する言語で、公の性格を担う言語のことを指す。国民にとって共通語というべき性質をもつ。また、教育においての一教科として、日本では「国語」という教科が存在する。
「外国語」と対をなす言葉であると一般に認識されている。あるいは「国際的な公用語」とも対となる言葉でもあるとされる。

## 概要
たとえばスイスには4つの国語があり、それらはドイツ語、フランス語、イタリア語、レト・ロマンス語群である。各紙幣には、金額と発行銀行名（スイス国立銀行）が4つの国語全てで表記されている。どうしても4国語を併記するスペースが足りないような場合はラテン語で Helvetiaと表記する。インターネットのコードなどはCHとしており、これもラテン語の正式名称Confoederatio Helvetiaの頭文字を取ってCHとしている。
カナダでは英語とフランス語が、国家としてのカナダの公的な言語である。
なお、複数の言語を有する国家が、どの言語を国語として認定するかは、しばしば深刻な民族問題を招くことがあるという。言語はそれぞれに異なった民族集団を抱えており、その言語の優位性が、民族どうしの文化的・宗教的な衝突の直接の原因となりうるからである。
使用頻度が少ない言語を国が選択することも多い。例えばシンガポールは、歴史上の理由から国民の大多数の母語である中国語を国語とせずマレー語を国語にしている。アイルランドは、アイルランド語を民族本来の言語であるという理由で国語と制定している。

## 日本の国家語（国語）
日本の国家語（国語）は日本語であるが、文部科学省の学校教科名では「日本語科」（言語名＋科）でなく「国語科」となっている。他の多くの国では、憲法上あるいは法律上、その国の国語を定めていても、その言語のことを公的に「国語」とは呼ばず言語名で呼ぶ。イギリスは国家語を英語と定めているが、公的な文脈では「国家語」「国語」でなく言語名で呼んでいる。

### 明治政府の言語施策
江戸時代の日本には国中で通じる標準語はなく各地方の方言が多数存在するだけの状態であった。それもあって当時の日本国民は国家への帰属意識より地元の藩への帰属意識が強かった。明治政府は、国家として一体化を進めるために言語を統一必要があると考え、東京（関東）周辺の言葉を多少改変したものを標準の日本語（標準語）と定めた。また「日本語」でなく「国語」という表現を多用することになった。
日本で学校教育で日本語を総合的に教える教科である「国語」は、1900年（明治33年）に、小学校令の改正により「読書」・「作文」・「習字」の3教科を統一して新設された。
「国語」という単語は、明治時代に作られた和製漢語である。この語の創始者については三宅米吉・物集高見・上田万年など諸説があるが、1885年（明治18年）に三宅米吉が立ち上げた『方言取調仲間』の趣意書に「我が日本の国語」という表記が初めて使用され、定着した。なお、この「国語」という単語は、中華圏・朝鮮半島・ベトナムなどの漢字圏に逆輸入されている。
日本の漢字制限などの国語施策は、文部科学省・文化庁の管轄にある。国語審議会での審議結果を反映する形で、現代仮名遣い・当用漢字/常用漢字などとして実施されてきた。国語審議会は2001年の省庁再編時に解散し、現在は文化審議会国語分科会として、教育漢字などの日本語教育、漢字制限の在り方などを検討している。国立国語研究所は、これに協力する形で各種資料などの作成も行っている。

### 呼称の変更 - 「国語」から「日本語」へ
近年では、（初等・中等教育などを除き）一般の文脈では「国語」とは呼ばず最初から「日本語」と表記することも多くなっている。たとえば、辞典の書名では『日本語シソーラス　類語検索辞典』（大修館）『基礎日本語辞典』（角川書店）『日本語使いさばき辞典』（東京書籍）などが挙げられる。2004年には「国語学会」が「日本語学会」に名称変更した。
日本語話者のほとんどが日本国民であった時代では、日本語を「国語」と呼んでも支障はあまりなかった。しかし、外国との往来が日常的になり、日本国内の外国人や外国出身者（日本に帰化した者も含む）の日本語話者が増加している状況を考えると、日本語を「国語」と呼んでしまうことは、国外に移住している日本人（逆に日本に居住している国外出身者）に対して、どの言語を指すのか曖昧になる。日本語を「国語」という一般名詞で呼ぶことは難しくなり、固有名詞で明確に「日本語」と呼ばざるを得なくなる状況が増えた。他の言語でも、固有名詞で呼ばないと何語を指しているのか伝わらないことが増え、それが次第に一般化した。

### 言語の数え方
日本では、言語を数える場合の助数詞に「か国語」を用いることが多いが、世界には一つの国に複数の公用語がある国も珍しくない。例えばスイスではドイツ語、フランス語、イタリア語、ロマンシュ語が使われているので、国の数と言語の数を結びつけるのは適切ではない場合がある。そのため、言語の助数詞として「国語」でなく「言語」を用いることもある。同様に、「母国語」という表現は国と言語を結びつけており、それを避けた用語・概念として母語が存在する。

## 国家語を巡る主張、議論
またスペイン語やアラビア語のように複数の国家において強い地位をもつ言語は、いわゆる言語帝国主義の観点によると、それぞれの国家における国語とみなしうるという。
高島俊男は「民族の歴史と地域の歴史に乖離のあるインドなどにおいては、「インド語」という呼称が指す範囲は不透明であり、少なくとも学術的な文脈では用いない。中国語という呼称も同様の問題が提起されることがあり、「漢語」あるいは「支那語」という旧来の術語を好んで用いる専門家も存在する」と主張した。
なお三省堂『言語学大辞典』の記事の執筆者は、「英語・フランス語・日本語などの国名を冠する言語は、その国家の中枢を形成する民族による言語であることを意味する」と主張し、「これらは真の意味での『国語』であるといえる」とも主張した。